# Ana Lucía de la Garza Barroso
Ana Lucía de la Garza Barroso (Ciudad de México, 1983) es una médica, epidemióloga y Doctora en Salud Pública egresada del Instituto Nacional de Salud Pública de México.  Desde abril de 2019 hasta marzo de 2022 se desempeñó como es directora de Investigación Operativa Epidemiológica de la Secretaría de Salud durante la pandemia de Covid 19. Actualmente se desempeña como consultora internacional de la Organización Panamericana de la Salud.

## Trayectoria

### Académica
Estudió Medicina en la Universidad Justo Sierra, hizo un postgrado en Epidemiología en la Universidad Nacional Autónoma de México.
Obtuvo el grado de maestría en Salud Pública con Área de Concentración en Administración en Salud por el Instituto Nacional de Salud Pública, con la tesis Diseño e Implementación de los Procedimientos de Operación Estandarizados En la Unidad de Inteligencia Epidemiológica y Sanitaria de la Dirección General de Epidemiología.
Es doctora en Salud Pública, por la Escuela de Salud Pública de México-Instituto Nacional de Salud Pública con la tesis Contribución de la minería de contenidos Web de medios sociales a la inteligencia epidemiológica de Chikungunya y Zika 2016. Y cursó el doctorado en Ciencias Administrativas en el Instituto Universitario Veracruzano.

### Servidora pública
Antes de ser nombrada directora de Investigación Operativa Epidemiológica, trabajó como colaboradora en Reglamento Sanitario Internacional en la Dirección General de Epidemiología, de 2009 a 2019. 
Fue parte del equipo de 21 especialistas del Sistema de Vigilancia Epidemiológica durante la pandemia de Covid 19.